# فيليب ألبرشت
فيليب ألبرشت (بالألمانية: Philip Albrecht)‏ (21 نوفمبر 1979 بفيدل في ألمانيا - ) هو لاعب كرة قدم ألماني في مركز الهجوم. لعب مع نادي سانت باولي وVfL Pinneberg ‏.

## وصلات خارجية
- فيليب ألبرشت على موقع قاعدة بيانات كرة القدم.إي يو (الإنجليزية)
- فيليب ألبرشت على موقع بيانات كرة القدم. دي إي (الألمانية)
- فيليب ألبرشت على موقع عالم كرة القدم.نت (الإنجليزية)